# Списък на съветските вертолети
Списъкът на съветските хеликоптери съдържа всички вертолети, произвеждани в Съветския съюз.

### ОКБ „Камов“
- Камов Ка-8
- Камов Ка-10 (По класификацията на НАТО: "Hat")
- Камов Ка-15 (По класификацията на НАТО: "Hen")
- Камов Ка-18 (По класификацията на НАТО: "Hog")
- Камов Ка-20 (По класификацията на НАТО: "Harp")
- Камов Ка-22 (По класификацията на НАТО: "Hoop")
- Камов Ка-25 (По класификацията на НАТО: "Hormone")
- Камов Ка-26 (По класификацията на НАТО: "Hoodlum")
- Камов Ка-27 (По класификацията на НАТО: "Helix A")
- Камов Ка-29 (По класификацията на НАТО: "Helix B")
- Камов Ка-31
- Камов Ка-32 (По класификацията на НАТО: "Helix C")
- Камов Ка-37
- Камов Ка-41
- Камов Ка-50
- Камов Ка-50-2
- Камов Ка-52 (По класификацията на НАТО: "Hokum")
- Камов Ка-60
- Камов Ка-62
- Камов Ка-115
- Камов Ка-118
- Камов Ка-126
- Камов Ка-137
- Камов Ка-226
- Камов Ка-селскостопански автожир (проект)

### ОКБ „Мил“
- Мил Ми-1 (По класификацията на НАТО: "Hare")
- Мил Ми-2 (По класификацията на НАТО: "Hoplite")
- Мил Ми-4 (По класификацията на НАТО: "Hound")
- Мил Ми-6 (По класификацията на НАТО: "Hook")
- Мил Ми-8 (По класификацията на НАТО: "Hip")
- Мил Ми-9
- Мил Ми-10 (По класификацията на НАТО: "Harke")
- Мил Ми-12 (По класификацията на НАТО: "Homer")
- Мил Ми-14 (По класификацията на НАТО: "Haze")
- Мил Ми-17 (По класификацията на НАТО: "Hip-H")
- Мил Ми-24 (По класификацията на НАТО: "Hind")
- Мил Ми-26 (По класификацията на НАТО: "Halo")
- Мил Ми-28 (По класификацията на НАТО: "Havoc")
- Мил Ми-28Н (По класификацията на НАТО: "Havoc")
- Мил Ми-30
- Мил Ми-32
- Мил Ми-34 (По класификацията на НАТО: "Hermit")
- Мил Ми-35
- Мил Ми-36
- Мил Ми-38
- Мил Ми-40
- Мил Ми-42
- Мил Ми-44
- Мил Ми-46
- Мил Ми-52
- Мил Ми-54
- Мил Ми-58
- Мил Ми-60

### ОКБ „Яковлев“
- Яковлев Як-ЕГ
- Яковлев Як-24 (По класификацията на НАТО: "Horse")
- Яковлев Як-100